# Msta (rivier)
De Msta (Russisch: Мста) is een rivier die stroomt door de Russische oblasten Tver en Novgorod. De Msta ontspringt in het Mstinomeer op de Waldajhoogte ten noorden van de stad Vysjni Volotsjok en mondt uit in het Ilmenmeer. De totale lengte bedraagt 445 kilometer. De gemiddelde breedte bedraagt rond de 40 meter; vanaf het punt waar de belangrijkste zijrivieren Berezaika en de Oever zijn ingestroomd, gaat de breedte richting 80 meter.
De Msta is eeuwenlang een belangrijke schakel in de verbinding tussen de Oostzee en de Zwarte Zee geweest. Onderweg bevindt zich een aantal stroomversnellingen. Ook kent de Msta een 'echte' waterval, nabij Borovitsji, de grootste stad die aan de Msta ligt.
- Gemeinsame Normdatei: 4305438-9
- Virtual International Authority File: 315128303